# إكس 2
رجال-إكس 2 (بالإنجليزية: X-Men 2)‏ فيلم خيال علمي أمريكي وهو الجزء الثاني من سلسلة رجال-إكس، من إخراج بريان سينجر ومن بطولة باتريك ستيوارت وهيو جاكمان وإيان ماكيلين، صدر الفيلم في 2 مايو 2003.

## القصة
بعد مرور عدة أشهر على تمكن فريق الرجال إكس من هزيمة ماجنيتو وفريقه، وحبسه في غرفة بلاستيكية منيعة، يتمكن أحد رجال ماجنيتو من التسلل إلى البيت الأبيض يحاول المتسلل اغتيال الرئيس الأمريكي، فتقوم الحكومة ببدء حملة موسعة لمكافحة أصحاب القوى الخارقة، وفي نفس الوقت، يحاول وولفرين اكتشاف ماضيه الغامض ومع اكتشاف العالم ويليام سترايكر لمكان المدرسة السرية لأصحاب القوى الخارقة، يبدأ سريبرو شريك ماجنيتو في التخطيط مع مايستيك لاقتحام سجن ماجنيتو وإطلاق سراحه يشن ويليام سترايكر هجوم عنيف على المدرسة، لكن وولفرين يتمكن من الفرار بصحبة بعض التلاميذ الموهوبين، ويقومون بعمل تحالف مؤقت مع ماجنيتو لمنع سريبرو من تدمير العالم

## طاقم التمثيل
- باتريك ستيوارت
- هيو جاكمان
- إيان ماكيلين
- هالي بيري
- فامك جانسن
- جيمس مارسدن
- ريبيكا رومين
- براين كوكس
- بروس دافيسون
- آنا باكوين
- كيلي هو

## وصلات خارجية
- إكس 2 على موقع IMDb (الإنجليزية)
- إكس 2 على موقع ميتاكريتيك (الإنجليزية)
- إكس 2 على موقع روتن توميتوز (الإنجليزية)
- إكس 2 على موقع نتفليكس (الإنجليزية)
- إكس 2 على موقع قاعدة بيانات الأفلام العربية
- إكس 2 على موقع ألو سيني (الفرنسية)
- إكس 2 على موقع Turner Classic Movies (الإنجليزية)
- إكس 2 على موقع أول موفي (الإنجليزية)
- إكس 2 على موقع بوكس أوفيس موجو (الإنجليزية)
- إكس 2 على موقع فيلمافينيتي (الإسبانية)

1. ↑  وصلة مرجع: http://stopklatka.pl/film/x-men-2. الوصول: 7 يوليو 2016.